# Понтонный парк

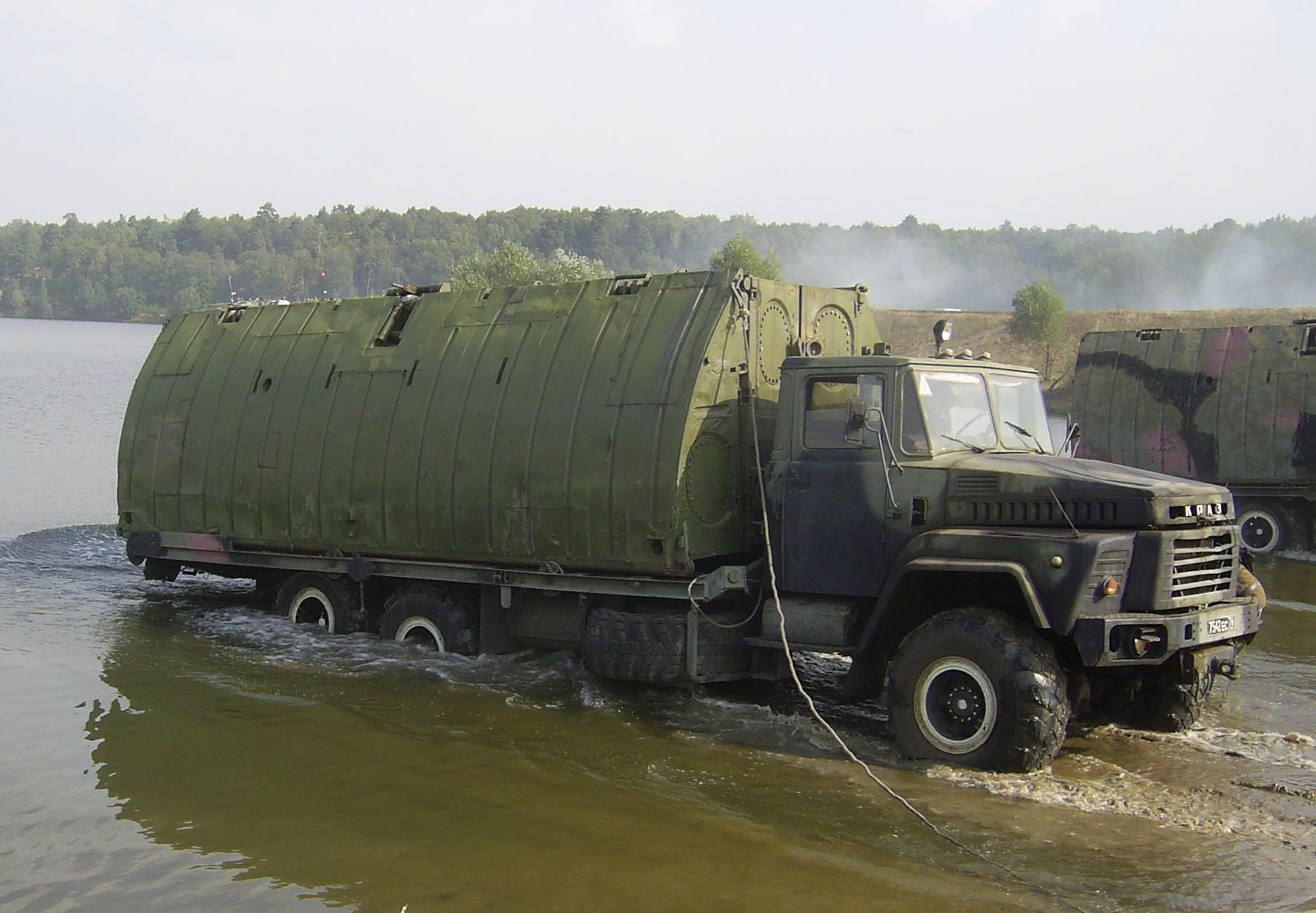
Речное звено понтонного парка ППС-84.

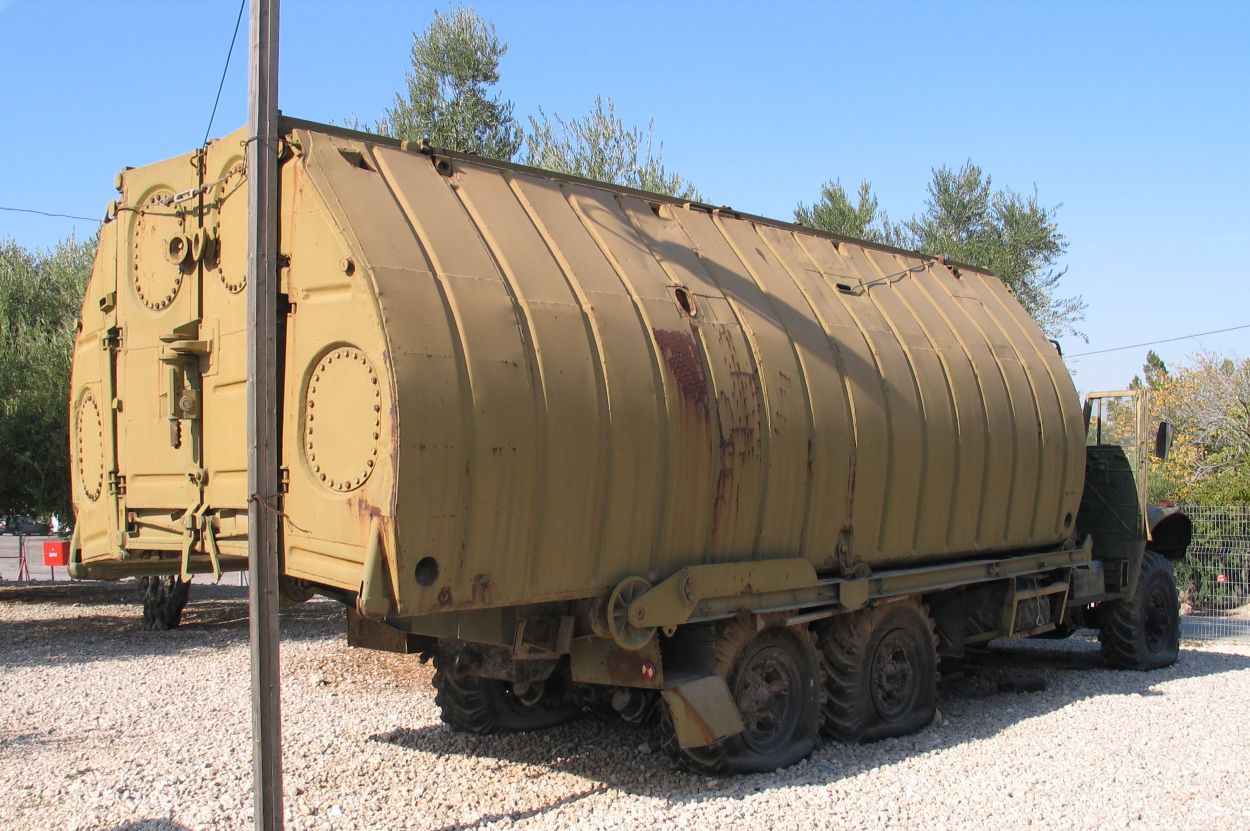
Речное звено моста из комплекта ПМП на базовом шасси КрАЗ-214, в музее Yad la-Shiryon, Израиль, захваченное у арабов.

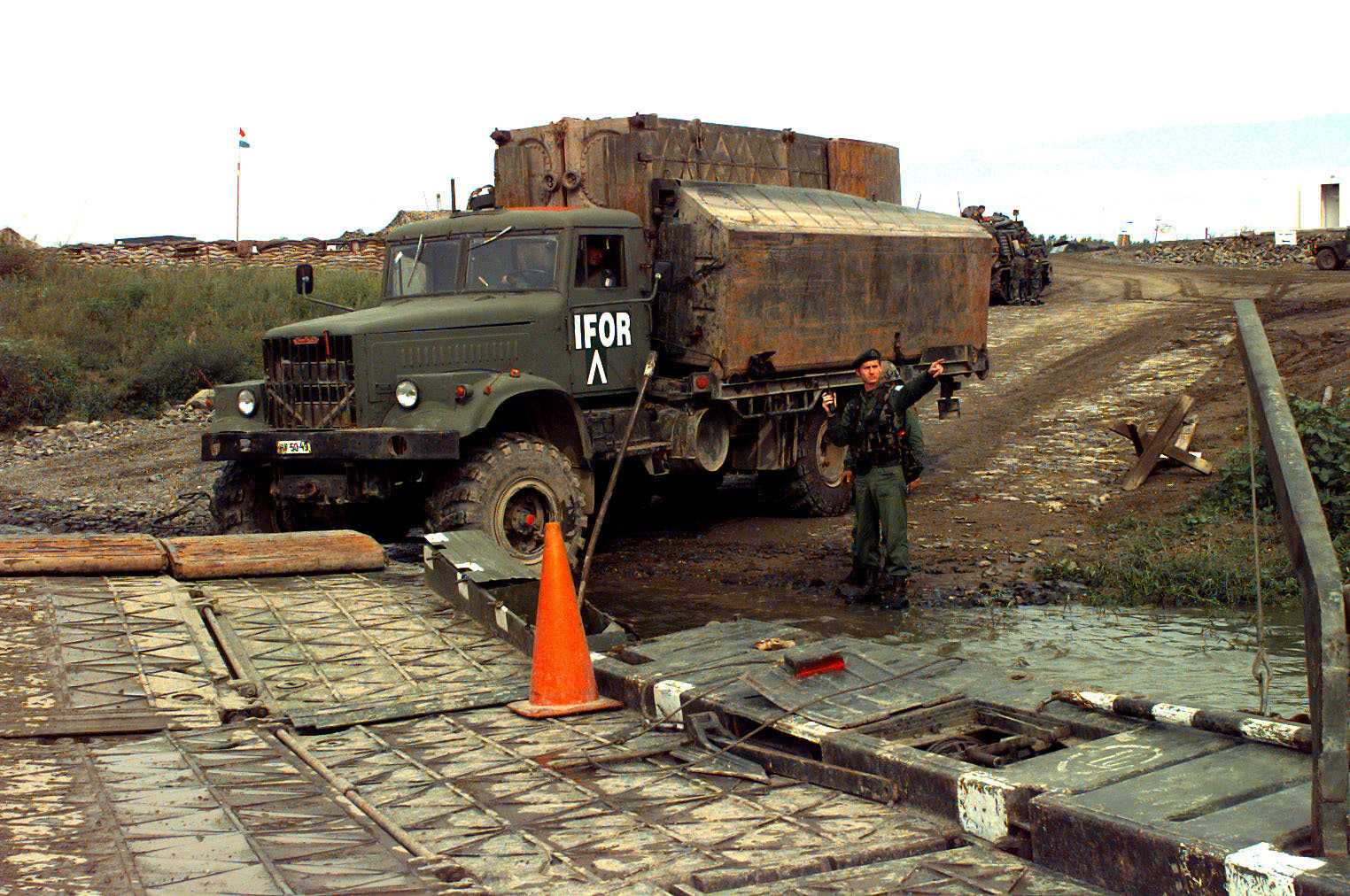
Береговое звено моста в сложенном виде (состоит из двух средних и двух крайних понтонов, соединенных шарнирными соединениями) из комплекта ПМП на базовом шасси КрАЗ-255, Венгерские ВС, 1996 год.

Понтонный парк (Понтонно-мостовой парк) — табельное имущество инженерных, дорожных и железнодорожных войск представляет собой переправочное средство, обеспечивающее возможность быстрого устройства паромных и мостовых переправ.
Понтонно-мостовые парки включают в себя: паромно-мостовые конструкции; средства моторизации; транспортные средства для перевозки и вспомогательные средства.

## Российская империя
Понтонный парк, в Вооружённых силах Российской империи, на начало XX века, состоял из мостового имущества и понтонного обоза. Понтонный парк двухротного понтонного батальона делился, по числу рот, на два полупарка и каждый полупарк на два отделения; всего в таком парке по табели содержалось:
- 56 полупонтонов (44 носовых и 12 средних);
- 8 козел;
- 224 длинных и 12 коротких смычных брусьев;
- 462 щита;
- 444 настилочных и 12 лобов. досок;
- две якорные лодки;
- якоря;
- канаты;
- и прочее, на нормальную длину моста 105 саженей 6½ дюйма[1].

## СССР
Во Вторую мировую войну СССР использовал множество штатных войсковых средств преодоления водных преград, в том числе комплектные наплавные мостовые парки на основе понтонов и лодок. Например, понтонные парки на основе надувных лодок (ПА-3, МдПА-3), легкие понтонные парки на основе деревянных лодок-понтонов без моторных средств (ДДП, ДЛП и другие), понтонные парки с моторными буксирами (ДМП-42, НЛП, Н-2П, ТМП, СП-19). Все эти парки основывались на группе разрозненных понтонов, выстроенных в линию, поверх которых клали настил.
Осмысление опыта Второй мировой войны привело к пониманию необходимости облегчения и ускорения возведения переправ. Принципиальный скачок был совершен с разработкой парка ПМП, в котором функцию плавсредства и дорожный настил совместили в единой складной конструкции, транспортируемой тяжёлым грузовиком. Этот принцип унаследовали последующие понтонные парки СССР (ПМП-М, ППС-84, ПП-91, ПП-91М).
Идея объединить все элементы (сухопутный транспорт, моторное транспортное средство и понтон с настилом) в одну конструкцию была реализована в самоходном понтонном парке СПП, но распространения не получила. Однако в современных понтонных парках типа ПП-91 часть понтонов снабжены средствами самодвижения по воде.
Классификация послевоенных понтонных парков по предназначению:
1. Общевойсковые.
- Общего назначения (ЛПП, ТПП, ПМП, ПМП-М, ПП-91, ПП-91М).
- Специальные (ППС, ППС-84).

2. Десантируемые (ПВД-20, ДПП-40).
3. Тыловые.
- Автодорожные (НАРМ).
- Железнодорожные (НЖМ-56, МЛЖ-М)

4. Дублёры (самодельные).

## НАТО

### Самоходные парки
В странах НАТО после Второй мировой войны основным направлением развития понтонных парков стали самоходные понтоны. С 1960-х годов в США производились транспортеры MAB (впоследствии усовершенствованные до MFAB-F), в ФРГ М2 и M3, во Франции EFA Gillois и MAF-2, в Японии тип 70. Эти машины совмещали в себе сухопутный транспорт, понтон, движители на воде и проезжую часть, способную стыковаться с аналогичными машинами, и комплектовались в парки.

### Парки на основе ленточных мостов
История несамоходных современных комплектных быстровозводимых наплавных мостов в странах НАТО отсчитывается с Шестидневной войны 1967 года, во время которой израильские войска захватили советский понтонный парк ПМП. К 1973 году США разработали собственный аналог парка, назвав его англ. Ribbon Bridge. В ФРГ по лицензии компанией Eisenwerke Kaiserslautern производилась его копия, названная нем. Faltschwimmbrücke. Впоследствии парк был усовершенствован, получив название англ. Improved Ribbon Bridge и нем. Faltschwimmbrücke 2 соответственно.